# Getsemanekapellet
Getsemanekapellet (armeniska: Գեթսեմանի Մատուռ, Get'semani Matur) var en liten armenisk-apostolisk kyrkobyggnad i stadsdelen Shahar i distriktet Kentron i Jerevan i Armenien. Den uppfördes under 1690-talet och ersatte då en basilika med kupol som förstördes vid jordbävningen i Armenien 1679. 
Getsemenekapellet var en enskeppsbasilika utan kupol och omgavs av en gammal kyrkogård. Den revs under 1920-talet. På platsen ligger idag Jerevans operahus.